# Bolmir
Bolmir es una localidad de Cantabria (España) perteneciente al municipio de Campoo de Enmedio de 186 habitantes (2024). Se encuentra situado a orillas del río Ebro a una altitud de 848 m s. n. m.

## Historia
En 1950 con motivo de la construcción del embalse del Ebro para abastecer de agua la huerta riojana y navarra, se inundó la vega de esta localidad.
En la década de los 60 la comarca tuvo un gran desarrollo de la mano de la fábrica La Naval localizada en Reinosa y dedicada a la construcción metalúrgica, lo que supuso un crecimiento de la población residente en Bolmir.

## Patrimonio
De su patrimonio destaca la iglesia de San Cipriano, erigida entre finales del siglo XII y principios del XIII, en estilo románico. Tiene una sola nave y destacados capiteles en el arco triunfal.

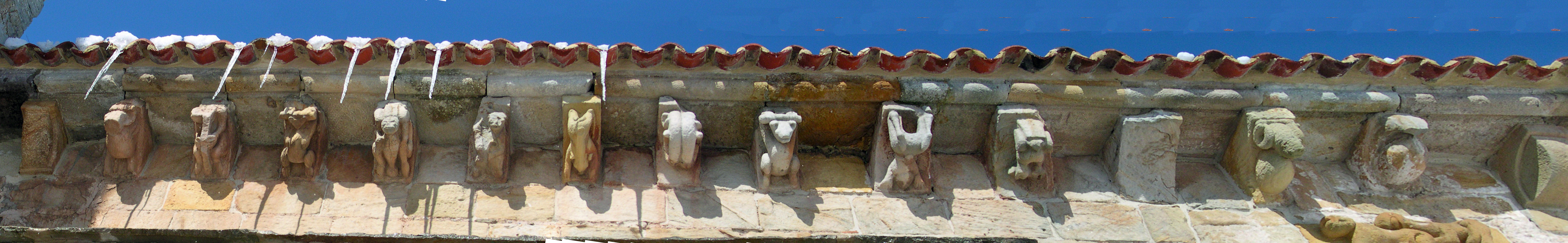

Iglesia de San Cipriano
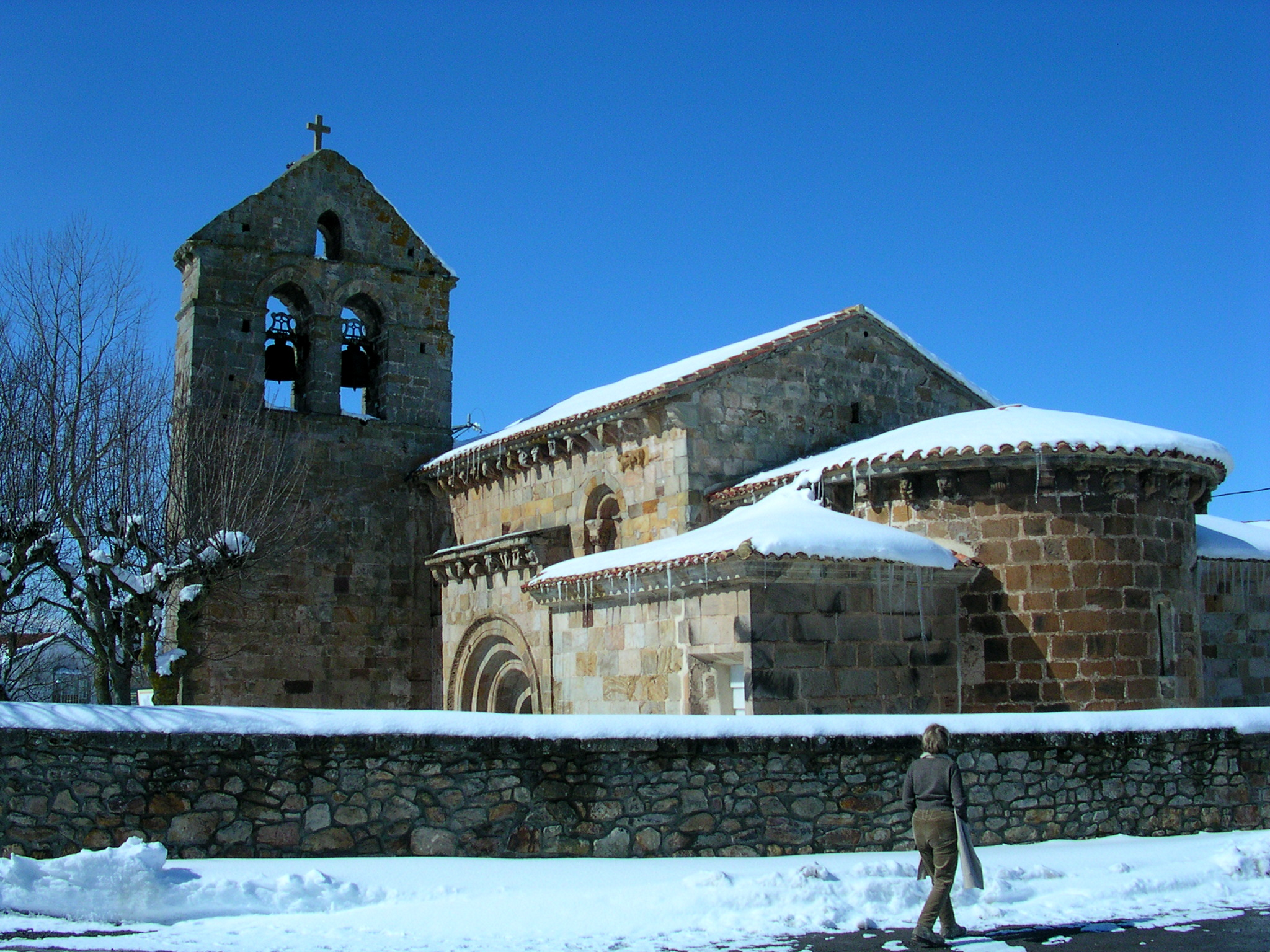
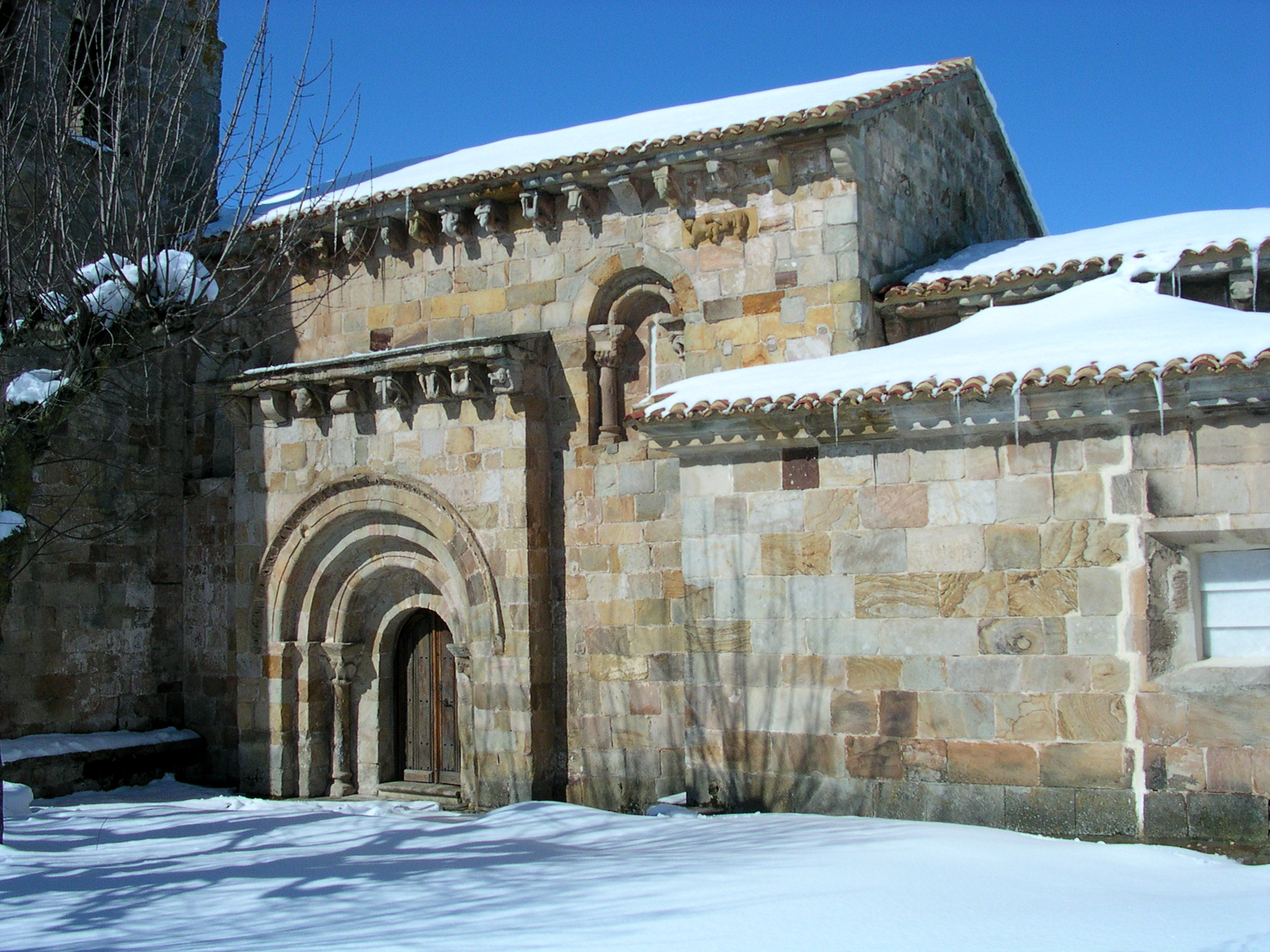
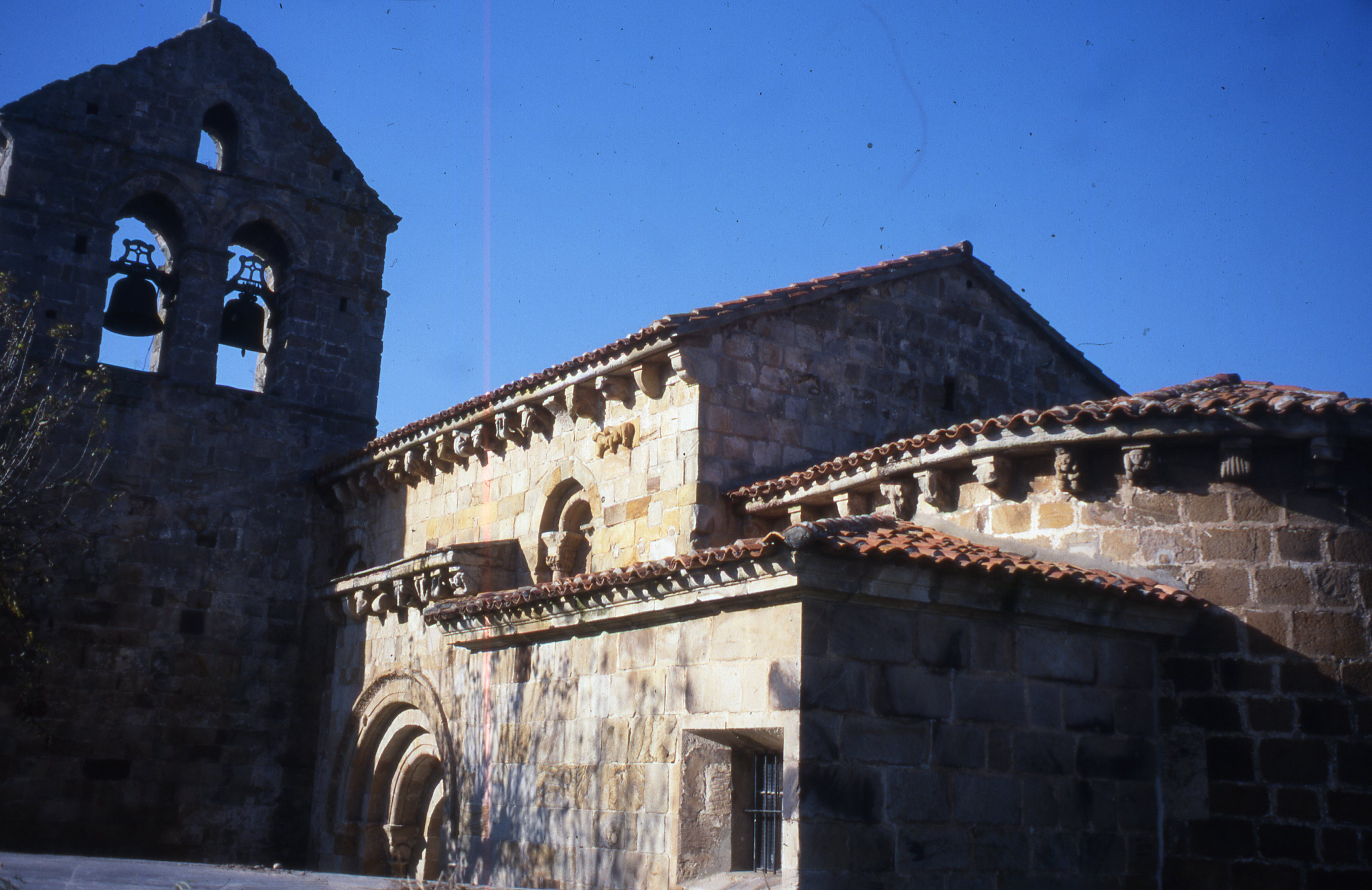
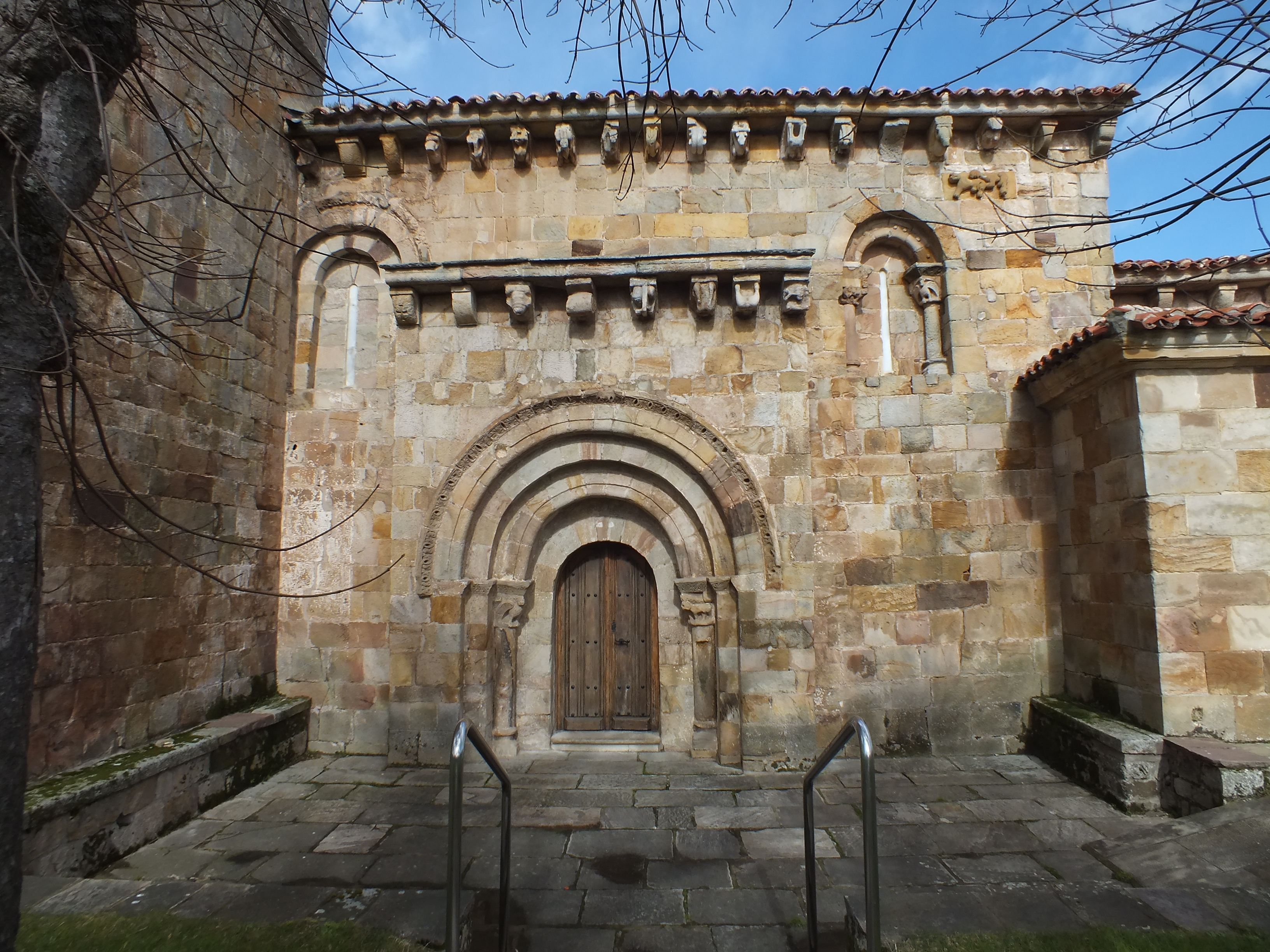